# Josaphat Barbaro
Pour les articles homonymes, voir Barbaro.
Josaphat ou Giosafat Barbaro (né en 1413 à Venise et mort en 1494 dans la même ville) est un explorateur vénitien du XVe siècle.

## Biographie
Josaphat Barbaro naît dans un palais à proximité de l'église Santa Maria Formosa au sein d'une famille de la noblesse vénitienne : les Barbaro. Il est le fils d'Antonio et Franceschina Barbaro, cousins du chevalier et procurateur Francesco Barbaro. Josaphat hérite ainsi de son père la charge de sénateur vénitien et siège ainsi au Conseil des Priés dès 1431.
En 1434, il épouse Nona Duodo (fille d'Arsenio Duodo) avec qui il a deux filles et un fils, Giovanni Antonio Barbaro.
De 1436 à 1475, il fait plusieurs voyages dans la Perse, la Turquie, la Tartarie et la Géorgie dont la relation a été publiée en 1543 et 1545 à Venise. On la trouve aussi dans la collection de Ramusio et dans le Rerum persicarum historia de Gender de Herolzberg.
En 1448, il est nommé procureur des colonies grecques de Modon et Coron dans le Péloponnèse. Dans les années 1460, il entame une carrière politique au sein des institutions de la république de Venise et en 1463 il est nommé gouverneur de l'Albanie. Il combat alors contre les Turcs auprès des seigneurs albanais Skanderbeg et Lekë Dukagjini.
Il est décédé en 1494 à Venise.